# Tuggummi

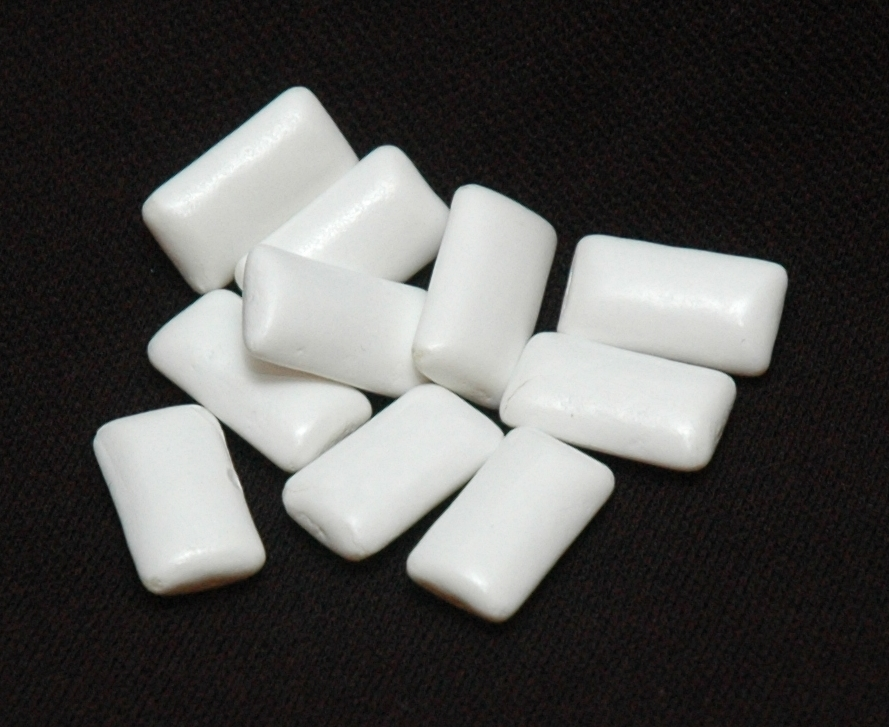
Tuggummin med glaserad yta.

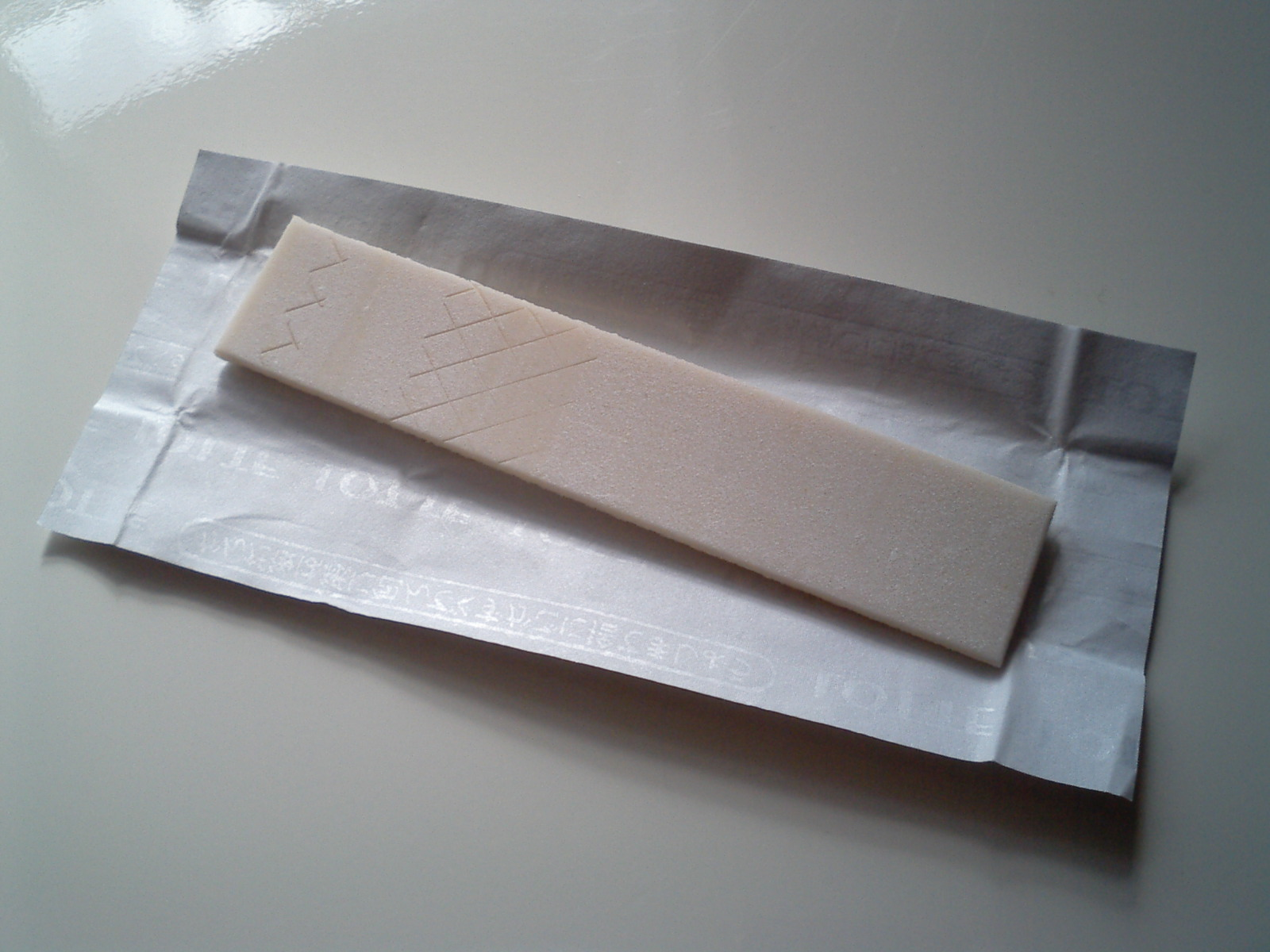
Tuggummi i bladform.

Tuggummi (tugg-gummi, engelska chewing gum), är ursprungligen ett amerikanskt njutningsmedel, som bereddes av chiclegummi (mjölksaften av Manilkara chicle), socker, pepparmyntsolja och andra aromatiska ämnen. Tuggummi framställdes i stor fabriksmässig skala i Nordamerika kring år 1900. Formmässigt är tuggummin ofta tunna och rektangulära, men är även vanliga som runda kulor i tuggummiautomater och som glasspinnar. Tuggummi används även för att tillfälligt ge en bättre andedräkt. 

## Historik
Kåda har använts som tuggummi i norden långt innan tillverkning i fabrik startade. År 2007 hittade en arkeologistudent från University of Derby en 5000 år gammal klump av kåda med märken från tänder. Fyndet hittades i västra Finland. Enligt professor Trevor Brown använde neolitiska människor kådan för att behandla infektioner i tandköttet. Kåda innehåller fenoler som är antiseptiska föreningar.
Det moderna tuggummit började tillverkas under 1800-talet. Det första kommersiella tuggummit, The State of Maine pure spruce gum, lanserades 1848 och tillverkades av paraffinvax. Något decennium senare började tuggummi tillverkas av chicle. Chicle utvinns ur växten sapotill-plommon eller chiku. Chiku växer till största del i Centralamerika. Ur chiku utvinns även latex. Chicle utvinns genom att göra snitt i trädets bark, sedan avtappas saften. Genom att koka saften bildas en mycket seg massa, som sedan användes som den elastiska komponenten i tuggummit. Till en början försökte man tillverka bland annat däck och andra gummiprodukter men misslyckades. Uppfinnaren Thomas Adams tog 1871 patent på tuggummi och började tillverka och sälja tuggummi av chicle i USA. Det fanns redan då tuggummi på marknaden, men Adams blev det mest populära. Han sålde sitt tuggummi under namnet “Adams New York No.1. Efter andra världskriget tog syntetiska gummiprodukter över i produktionen och chicle försvann mer och mer.
Gummikomponenten som ger tuggummit sin konsistens utgör ofta inte mer än 20 procent av produkten. Resterande procent består av bland annat socker eller sötningsmedel, aromämnen och stärkelsesirap.

## Tuggummivarianter
Xylitoltuggummi och bubbelgum är två vanliga typer av tuggummi. Dessutom förekommer tandvårdstuggummi utan socker och nikotintuggummi som hjälpmedel vid rökavvänjning.

### Xylitoltuggummi

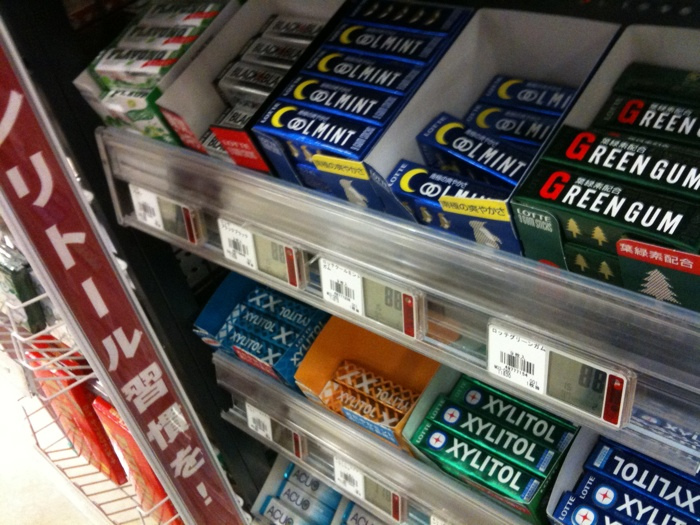
Xylitoltuggummin i en butikshylla i Japan.

Xylitoltuggummi är en variant som innehåller det kariesförebyggande sötningsmedlet xylitol. Xylitol har däremot inte lika bra effekt mot karies som fluor. Xylitoltuggummit rekommenderas av tandläkare efter måltid, i syfte att motverka syraangrepp i munnen. Överkonsumtion kan ha laxerande effekt.
Under 2000-talet har sockret i de flesta tuggummin ersatts med sötningsmedlet xylitol (E967). Xylitoltuggummin kan även innehålla sötningsmedel som sorbitol (E420), sorbitolsirap (E420) och aspartam (E951).

### Bubbelgum

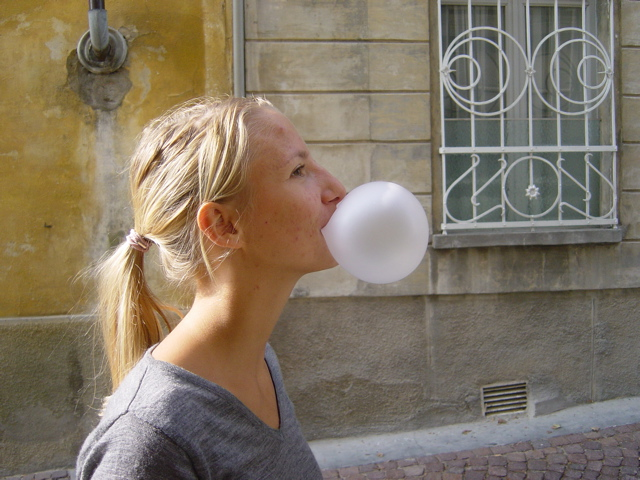
En kvinna blåser en bubbla av bubbelgum.

Bubbelgum är en variant av tuggummi som främst är avsett för barn (dock ej yngre barn) och ungdomar. Dessa är lämpliga att blåsa luftbubblor med. Exempel på bubbelgum är Bugg och Hubba Bubba.
År 1928 skapade Walter Diemer av misstag bubbelgummet. Han jobbade då på The Fleeer Chewing Gum Company i New York. Han experimenterade på sin fritid med olika gummibaser och uppfann då bubbelgummet. Han gjorde det rosa, för att det var den enda karamellfärg som fanns tillgänglig just då. Diemers nya tuggummi var mer tänjbart och mindre klibbigt än vanliga tuggummin och gjorde det då möjligt att blåsa bubblor av. Han tog med sig sin nya uppfinning till en matmarknad och sålde slut på bara några timmar. The Fleer Company tog då över receptet och lanserade det som “Dubble Bubble”. Diemer lärde försäljare på företaget att blåsa bubblor av tuggummit för att demonstrera produkten. Diemer blev senare VD för The Fleer Company och jobbade där fram till 1980. Diemers första fru Florence Freeman hävdar att han aldrig fick någon ersättning av The Fleer Company för sin uppfinning.

## Lagar och nedskräpning

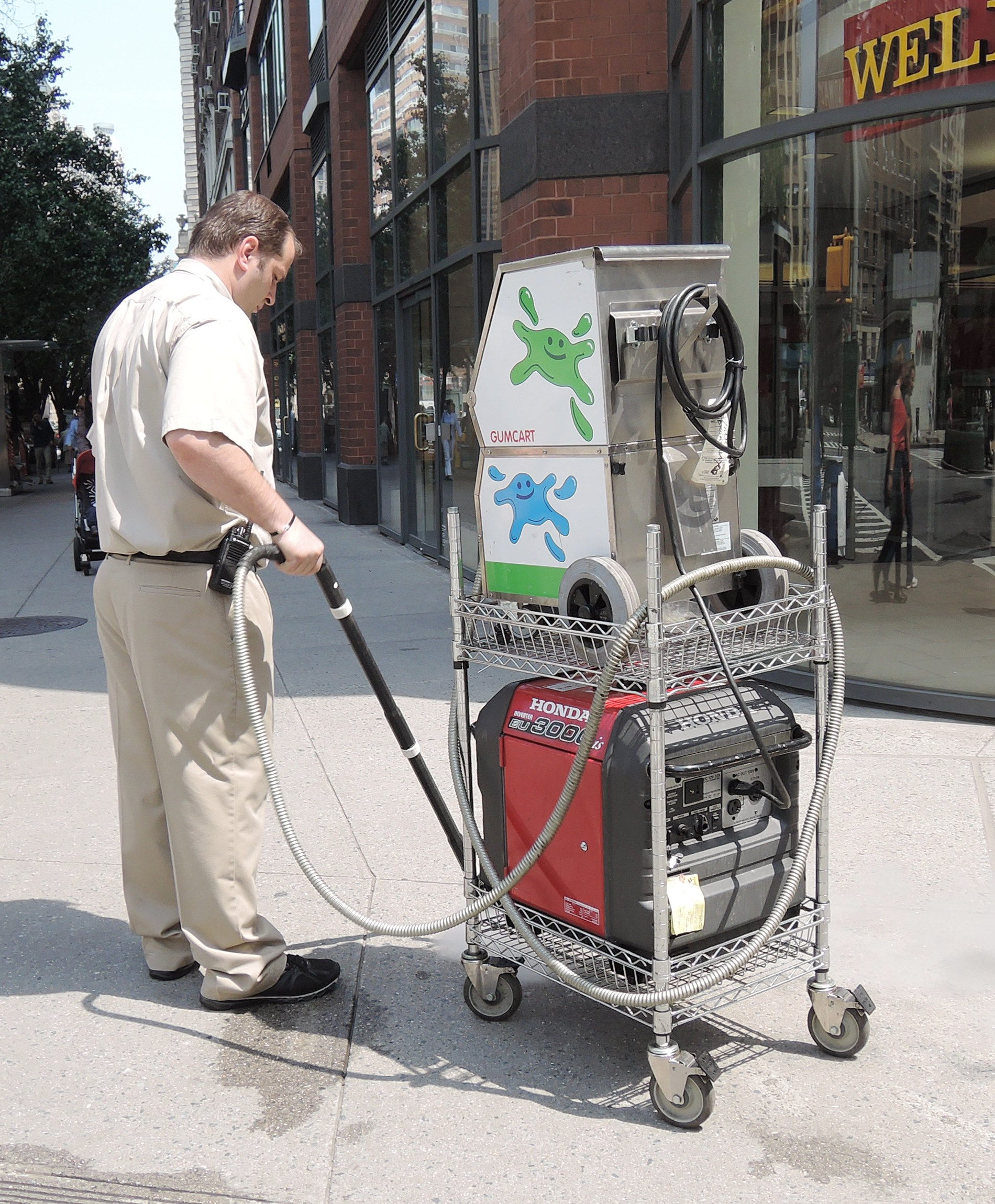
En man suger upp tuggummin från trottoaren på Manhattan i New York.

Enligt Länsstyrelsen i Skåne, Nooa och Centers for Ocean Sciences Education Excellence är den ungefärliga nedbrytningstiden för tuggummi 20–25 år.

### Sverige
Tuggummi ska slängas bland hushållssoporna/brännbart. Från och med år 2022 är nedskräpning av tuggummin olagligt och kan leda till böter.

### Singapore
I Singapore råder förbud mot tuggummi. Det är förbjudet att importera, marknadsföra eller sälja tuggummi, något som vid överträdelse kan resultera i höga bötesbelopp eller fängelse upp till två år. Vissa typer av medicinska tuggummin är undantagna från import- och säljförbudet. Vid forskning på tuggummin finns undantag från regeln om importförbud.

## Medicinsk användning
Tuggummi har visats hjälpa patienter som påverkats av gastroesofageal refluxsjukdom. Förkortad till GERD, är en symptom av sura uppstötningar. Genom att tugga på tuggummi, producerar kroppen ett saliv som innehåller mer bikarbonat än vanligt vilket leder till att syran i matstrupen neutraliseras när man sväljer salivet.

## Se även

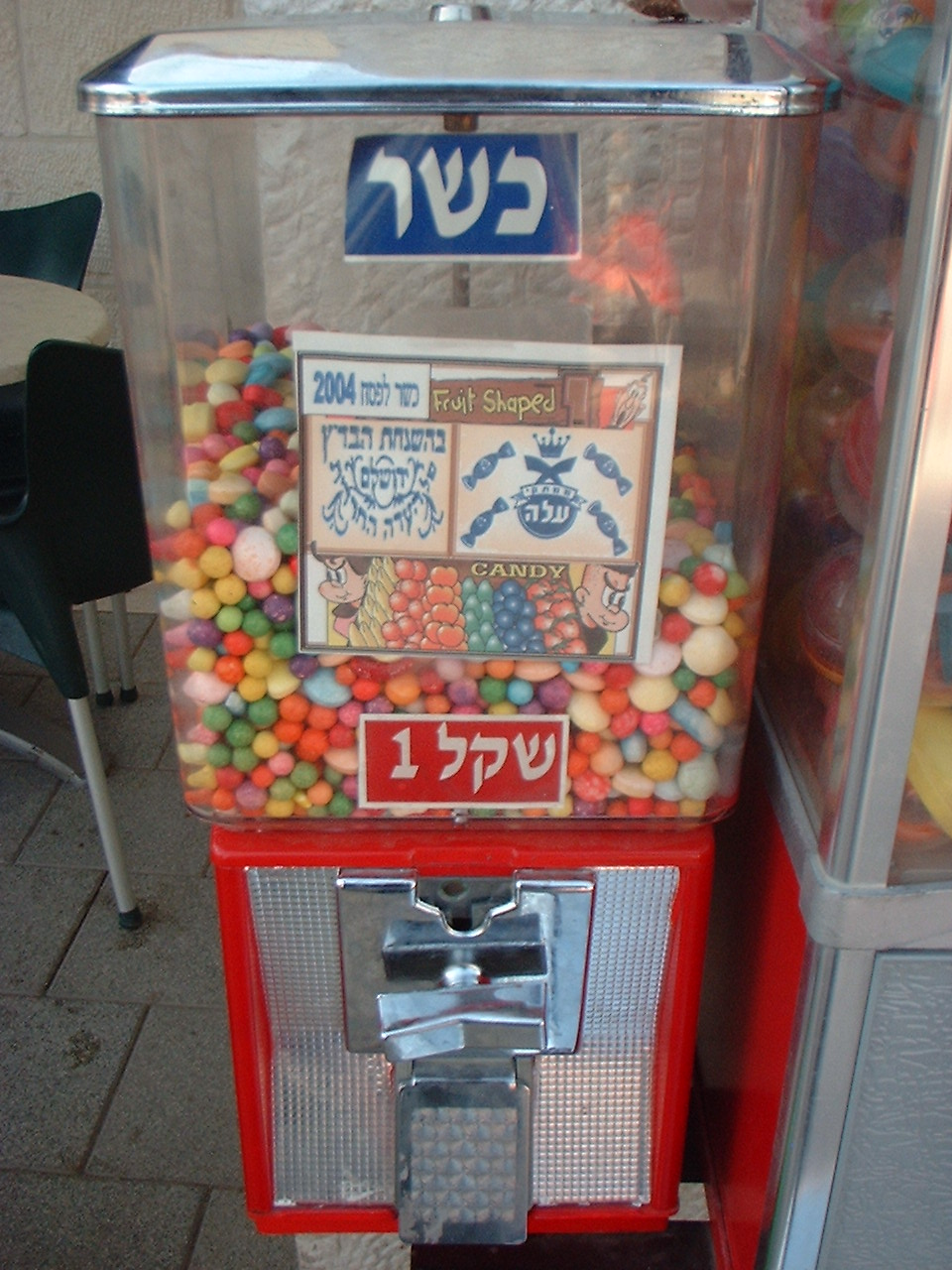
En tuggummiautomat i Israel.

## Tuggummimärken
- Bugg
- Extra
- Hubba Bubba
- Jenka
- Juicy Fruit
- Läkerol
- Riff
- Stimorol
- Toy
- V6